# Dick Grayson
Este artigo é sobre o herói da DC Comics, líder dos Renegados, Titãs, Justiça Jovem e ex-Robin. Para outros personagem que adotaram o nome "Asa Noturna", veja Asa Noturna.
Richard John Grayson mais conhecido como Dick Grayson, é um personagem fictício do Universo DC de histórias em quadrinhos da editora estadunidense DC Comics. Filho adotivo de Bruce Wayne, o Batman, ele é mais conhecido pelas suas identidades como vigilante-herói de Gotham City. Criado pelo roteirista Bill Finger e pelo desenhista Bob Kane, ele apareceu pela primeira vez em Detective Comics #38 (Abril de 1940) como a encarnação original de Robin, O Garoto Prodígio. Em Tales of the Teen Titans #44 (julho de 1984), o personagem deixa de ser chamado de Robin e assume a identidade de Asa Noturna, criado por Marv Wolfman e George Pérez. Durante os Novos 52, Dick assumiu a identidade de Agente 37 e na atualidade voltou ao posto de Asa Noturna.
O mais jovem de uma família de acrobatas conhecida como os "Graysons Voadores", Dick vê um chefe da máfia chamado Tony Zucco matar seus pais para extorquir dinheiro do circo que os empregava. Após o trágico assassinato, Batman (Bruce Wayne) se torna seu tutor legal (colocando como filho adotivo em algumas ocasiões) e o treina para se tornar seu parceiro de combate ao crime, Robin. Ele é escrito por muitos autores como o primeiro filho de Batman. Além de ser o parceiro de combate ao crime de Batman, Dick se estabelece como o líder dos Novos Titãs, uma equipe de super-heróis adolescentes. Quando jovem, ele deixa de ser Robin e assume sua própria identidade de super-herói para afirmar sua independência, tornando-se o Asa Noturna. Como Asa Noturna, ele continua a liderar os Novos Titãs e depois os Renegados. No primeiro volume da série Nightwing (1996-2009), ele se torna o protetor de Blüdhaven, a cidade vizinha de Gotham City economicamente conturbada, a localidade com a qual o personagem é mais associado. Ele também foi descrito como protetor das ruas de Nova York, Chicago e Gotham City ao longo dos anos.
Dick Grayson assumiu a identidade de Batman em algumas ocasiões, como durante os eventos de A Queda do Morcego, onde Grayson inicialmente se recusa a assumir o manto de Batman após Bruce estar se recuperando depois de uma batalha com Bane (DC Comics), em que teve sua medula espinhal quebrada. Bruce sente que Asa Noturna é um herói em seu próprio direito e não o substituto de Batman, mas após os eventos da minissérie Zero Hora no final daquele ano, ele substitui Bruce Wayne como Batman, começando em Robin #0 (1994) e se estendendo por todo o enredo Batman: Prodigal em 1995. Dick novamente assume o manto após os eventos de Batman R.I.P. (2008) e Crise Final (2008-2009). Como Batman, Dick se muda para Gotham City após a morte aparente de seu mentor e parceiros com o quinto Robin, Damian Wayne. No retorno de Bruce, os dois homens mantiveram a identidade de Batman até 2011, quando Dick retornou à identidade de Asa Noturna com o reboot de continuidade de Os Novos 52. Nessa nova linha temporal, Dick é forçado a abandonar a identidade de Asa Noturna depois de ser desmascarado na TV e fingir sua morte, dando origem a revista em quadrinhos Grayson de Tim Seeley, Dick torna-se Agente 37, o agente infiltrado de Batman na nefasta organização de espionagem Spyral. Após a conclusão da série Grayson, e a restauração de sua identidade secreta na edição final da série,  Dick volta a ser Asa Notura como parte do Renascimento da DC Comics em 2016.
Dick Grayson apareceu como Robin em várias outras adaptações: No seriado de 1943 interpretado por Douglas Croft, No seriado de 1949 interpretado por Johnny Duncan, a série de TV live-action de 1966-1968 e seu filme de Burt Ward, interpretado por Chris O'Donnell no filme Batman Forever de 1995 e sua sequência, Batman & Robin de 1997. Ele será visto na próxima série de televisão Titans para o novo serviço de streaming de DC interpretado por Brenton Thwaites. Loren Lester expressou o personagem como Robin em Batman: The Animated Series e mais tarde como a primeira adaptação de Asa Noturna em The New Batman Adventures. Em maio de 2011, o site IGN classificou Dick Grayson # 11 em sua lista dos "100 Melhores Heróis de Todos os Tempos". Em 2013, o site ComicsAlliance classificou Grayson como Asa Noturna como número 1 em sua lista dos "50 personagens masculinos mais sexy dos quadrinhos".

## Histórico

### Robin, o Menino Prodígio
O personagem foi introduzido pela primeira vez em Detective Comics #38 (1940) pelos criadores de Batman, Bill Finger e Bob Kane. A estréia de Robin foi um esforço para fazer com que leitores mais jovens aproveitassem o Batman. O nome "Robin, The Boy Wonder" e o visual medieval do traje original são inspirados no lendário herói Robin Hood, bem como no pássaro conhecido robin americano, que acompanha o motivo "alado" de Batman. Ele nasceu no primeiro dia do Outono, filho de John Grayson e Mary Grayson, um jovem casal de trapezistas.
Em sua primeira aparição, Dick Grayson é um acrobata de circo e, com seus pais, um dos "Graysons Voadores". Enquanto se prepara para uma performance, Dick ouve dois bandidos tentando extorquir dinheiro de proteção do dono do circo. O proprietário se recusa, então os gangsters sabotam os fios do trapézio com ácido. Durante a próxima apresentação, o trapézio de onde os pais de Dick balança, enviando-os para a morte. Antes que ele possa ir à polícia, Batman aparece para ele e avisa que os dois gangsters trabalham para Tony Zucco, um chefe do crime muito poderoso, e que revelar o seu conhecimento pode levar à sua morte. Quando Batman conta sobre o assassinato de seus próprios pais, Dick pede para se tornar seu sidekick. Após treinamento extensivo, Dick se torna Robin. Eles começam interrompendo os esquemas de jogo e extorsão da Zucco. Eles, então, conseguem atrair o Zucco para visitar um canteiro de obras, onde o capturam.
A origem de Robin tem uma conexão temática com a de Batman, em que ambos vêem seus pais mortos por criminosos, criando uma vontade de combater o elemento criminoso. Bruce vê uma chance de direcionar a raiva que Dick sente de uma maneira que ele próprio não pode, criando assim um vínculo pai/filho e entendimento entre os dois. Ao longo das décadas de 1940 e 1950, a DC Comics retratou Batman e Robin como um time, chamados de "Dupla Dinâmica", raramente publicando uma história do Batman sem seu companheiro; Histórias inteiramente dedicadas a Robin apareceram em Star-Spangled Comics de 1947 a 1952.
A história do personagem do Robin da Terra 2 adota todas as histórias mais antigas que caracterizam o personagem das décadas de 1940 e 1950, enquanto as aventuras do Robin convencional (que viveu na "Terra 1") começam mais tarde no tempo e com certos elementos. de sua origem recontada. Ambos foram retratados como indivíduos separados, embora paralelos, vivendo em seus respectivos universos, com o "mais antigo" personagem da Terra 2 eventualmente atingindo a morte em Crise nas Infinitas Terras.

### Teen Titans
The Brave and the Bold # 54, de 1964, apresenta uma versão júnior da Liga da Justiça da América; uma equipe dos super-heróis principais da editora, da qual Batman fazia parte. Esta equipe é liderada pelo Robin moderno, residente na Terra 1, e foi acompanhado por dois outros parceiros adolescentes, Aqualad (sidekick de Aquaman) e Kid Flash (sidekick do Flash), para parar a ameaça do Senhor Ciclone.
Mais tarde, os três sidekicks juntaram forças com Ricardito e Moça-Maravilha, a fim de libertar seus mentores da Liga da Justiça de um controle mental. Eles decidem se tornar uma equipe real: os Teen Titans (traduzido como Jovens Titãs ou Turma Titã no Brasil). Em virtude das habilidades táticas adquiridas por Batman, Robin é rapidamente reconhecido como líder antes de os Titãs se separarem alguns anos depois.

Na pré-Crise, o amadurecido Dick Grayson se cansa de seu papel como o jovem parceiro de Batman. Ele passa a se chamar de Asa Noturna, recordando sua aventura na cidade kryptoniana de Kandor, onde ele e Batman encontram o herói local de mesmo nome. Ele mantém essa identidade durante o seu papel no Teen Titans, e ocasionalmente retorna para ajudar Batman e seus sucessores como Robin na forma de Jason Todd e Tim Drake, Tim em particular, tornando-se uma figura de irmão mais novo para ele.

Quando as costas de Bruce são quebradas por Bane durante o arco da história A Queda do Morcego, Bruce escolhe Jean-Paul Valley como seu substituto como Batman, pois ele não quer sobrecarregar Dick com o papel e teme que Dick possa ir atrás de Bane em busca de vingança. No entanto, quando Valley se mostra instável demais para ser Batman, Bruce passa por um rigoroso programa de recuperação e treinamento com a ajuda de Shondra Kinsolving e Lady Shiva para recuperá-lo, derrotando Valley com ajuda de Dick e Tim. No entanto, sentindo que ele precisa reavaliar Batman e sua missão após a derrota do Vale, Bruce deixa Gotham novamente, depois de nomear Dick como seu sucessor durante o arco da história "Batman: Prodigal". Enquanto atuando como Batman, Dick é deixado com uma ideia mais clara dos estresses psicológicos que Bruce deve suportar no papel, assim como enfrentando alguns dos novos inimigos de Bruce - como Killer Croc, o Ventríloquo e o Ratcatcher - ao mesmo tempo problemas em pé com duas faces.

### Minissérie e depois
Em Nightwing: Alfred's Return #1 (1995), Dick Grayson viaja para a Inglaterra para encontrar Alfred Pennyworth que havia renunciado ao serviço de Bruce Wayne após os eventos de A Queda do Morcego. Antes de voltarem a Gotham City juntos, eles impedem uma tentativa de golpe contra o governo britânico que envolve a destruição do Eurotúnel sob o Canal da Mancha.
Mais tarde, com a minissérie Asa Noturna (setembro a dezembro de 1995, escrita por Dennis O'Neil com Greg Land como desenhista), Dick brevemente considera se aposentar da identidade de Asa Noturna para sempre, antes que documentos familiares revelados por Alfred revelem uma possível ligação entre o assassinato de Graysons e o príncipe herdeiro de Kravia. Viajando para Kravia, Asa Noturna ajuda a derrubar o assassino líder kraviano e impedir uma limpeza étnica, enquanto aprende a verdadeira conexão de seus pais com o Príncipe; eles testemunharam o príncipe original sendo morto e substituído por um impostor que se tornou tão ruim quanto seu antecessor (embora Zucco tenha matado os Graysons antes que os conspiradores pudessem fazer algo a respeito). Na sequência, Dick retorna ao seu papel como Asa Noturna, reconhecendo que, apesar de todos os seus problemas com Bruce, Bruce nunca o fez se tornar Robin ou participar de sua cruzada, aceitando que ele imitava o exemplo de Bruce porque Bruce era digno de imitação.
Em 1996, após o sucesso da minissérie, a DC Comics lançou uma série solo mensal apresentando Nightwing (escrita por Chuck Dixon, com desenhos de Scott McDaniel), no qual ele patrulha o município vizinho de Gotham City, Blüdhaven, se mudando para lá para investigar uma série de assassinatos e permanecendo como ele reconheceu que a cidade precisava de proteção. Ele permanece como guardião da cidade há algum tempo, enfrentando inimigos como Blockbuster e novos vilões como Torque, dividindo seus deveres entre Bludhaven e Gotham após um terremoto devastador ea subseqüente decisão de declarar Gotham uma terra de ninguém até que seja totalmente reconstruída. Quando a Liga da Justiça desapareceu no passado lutando contra a antiga feiticeira Gamemnae, Asa Noturna foi escolhido como líder da Liga de reserva criada por um programa de emergência que Batman havia estabelecido no caso de sua Liga ser derrotada, Batman descrevendo Asa Noturnacomo a única pessoa que ele poderia ter. escolhido para liderar a nova equipe.
Eventualmente, a Liga original é restaurada, e Asa Noturna parte junto com alguns membros de sua Liga - embora outros permaneçam como parte da equipe original tirando uma licença - embora Batman observe que sua liderança na Liga prova que ele está pronto para mais responsabilidades. . No entanto, a morte de Blockbuster leva Nightwing a deixar Bludhaven devido a sua crise de consciência; Blockbuster foi morto pelo vigilante Tarantula e Asa Noturna não parou, mesmo quando ele teve a chance de fazê-lo. Enquanto Nightwing retorna a Gotham para curar após ajudar Batman a lidar com uma série de guerras de gangues, Blüdhaven é destruído pela Sociedade Secreta dos Supervilões quando eles deixam  Químio nele.
Durante a batalha de Metrópolis, Grayson sofre uma lesão quase fatal de Alexander Luthor Junior, quando ele protege Wayne do ataque de Luthor. Originalmente, os editores da DC pretendiam que Grayson fosse morto em Crise Infinita, como Newsarama revelou no Painel DC da WizardWorld Philadelphia:
| “ | Foi novamente explicado que Asa Noturna foi originalmente destinado a morrer em Crise Infinita, e que você pode ver o arco que deveria terminar com sua morte na série. Depois de longas discussões, o edital de morte foi finalmente revertido, mas foi tomada a decisão de que, se eles o estivessem mantendo, ele teria que ser mudado. O próximo arco da série em andamento explicará ainda mais as mudanças, foi dito. | ” |

### Assumindo definitivamente o manto de Batman
Após os eventos de Batman R.I.P. e Crise Final, quando Bruce Wayne foi dado como morto, e a criminalidade explodiu em Gotham City, fica claro que alguém deve assumir o manto de Batman, com Alfred Pennyworth e Tim Drake pressionando Dick a assumir a responsabilidade. Dick evita a todo custo vestir novamente o manto de Batman, mas, após ver Jason Todd se vestir de Dono da Noite e macular a reputação do herói como um justiceiro sanguinário, Dick, por fim, acaba assumindo novamente o capuz do Cavaleiro das Trevas. Substituindo Tim Drake por Damian Wayne no lugar de seu parceiro Robin, Grayson agora lutou com confiança segurança como sucessor de Wayne.
Após retornar ao presente, Bruce transforma Batman numa operação global conhecida Corporação Batman. O objetivo de Bruce com isso é recrutar novos Batman em todo o mundo caso ele realmente morra. Dick continua atuando como Batman em Gotham City e passa a fazer parte da Liga da Justiça.
Quando assumiu o manto de Batman, Dick era considerado mais rápido, forte, ágil e inteligente que Bruce com a mesma idade.

### Os Novos 52
Após os eventos do Flashpoint, o Universo DC é reiniciado, dando origem aos Novos 52, em que as origens de todos os personagens são alteradas. Depois do reboot, fica determinado que Dick é filho adotivo de Bruce Wayne, embora eles possuam apenas poucos anos de idade de diferença.
Richard Grayson era um dos três acrobatas dos Graysons Voadores - os outros dois seu pai, John, e sua mãe, Mary - a maior atração do Circo Haly. Aos 16 anos, no dia do aniversário de sua mãe, pouco antes do show, Dick ouve o dono do circo, Sr. Haly, ser ameaçado por um homem chamado Tony Zucco. Dick estranha a situação, mas não conta a ninguém. Naquela noite, o circo tinha um convidado especial: Bruce Wayne, que há pouco tempo havia voltado à Gotham. No final do espetáculo, enquanto Dick assistia seus pais, as cordas em que John e Mary se apoiavam se rompem, e os dois caem para a morte. Richard vê tudo. Ele se joga ao lado dos corpos dos pais e chora. Bruce tenta consolar o garoto e Dick percebe os sinais de tensão em Bruce. Dick é enviado ao Centro de Cuidados Wayne e passa a investigar secretamento a morte dos pais, ao qual ele acredita fervorosamente ter sido Zucco. Em uma de suas andanças pela cidade atrás de pistas, Dick encontra Batman, e vê nele as mesmas expressões de tensão de Bruce Wayne. Richard continua procurando por Zucco e se envolve em muitas brigas, sendo que em uma delas ele se encontra novamente com o Batman, que sabe que o garoto já conhece sua identidade secreta. Bruce propõe a Dick treiná-lo para fazer justiça sobre seu pais, e ele aceita. Após seis meses de treinamento ele se torna Robin, parceiro do Batman. Logo, Batgirl se une à dupla dinâmica, e os três passam a patrulhar Gotham City.
Depois de Barbara ser paralisada pelo Coringa, Dick deixa a cidade, retornando apenas alguns anos depois. Nessa época, ele usa o manto de Asa Noturna pela primeira vez.
Quando Batman é morto por Darkseid, Richard toma o manto e coloca Damian Wayne, filho biológico do Batman, como seu Robin. Por quase um ano Dick ocupa o manto, entregando-o de volta para Bruce quando este volta à vida.
Quando Dick retorna ao manto de Asa Noturna, ele tem que enfrentar várias figuras do passado e descobre segredos sobre suas origens, como o fato de ser descendente do assassino centenário William Cobb, um Garra da Corte das Corujas. Dick também é sequestrado e torturado pelo Coringa, assim como todos os membros da Bat-Família, e é obrigado a ver a equipe Circo Haly ser dissolvida.
Mais tarde, durante os eventos do enredo Forever Evil, Dick tem sua identidade secreta exposta para o mundo pelo Sindicato do Crime. Depois do Sindicato ser derrotado pela Liga da Injustiça com a ajuda do Batman, Dick é visto na Bat-caverna, onde aceita a missão dada por Bruce de investigar uma organização secreta chamada Spyral, comandada pela ex-Batwoman Kathy Kane. Desde então Dick tem servido ao Batman como um agente disfarçado na Spyral sob o nome agente 37.
Grayson ficou a maior parte do tempo como Agente e depois que Damian retornou a vida, ele junto com o Tim e Jason lideram uma gangue de adolescentes que queriam ser Robins. Dick por ser veterano, teve que assumir a liderança. Em um outro evento, ele se encontra com os seus amigos Garth (Ex-Aqualad e Tempest) e Donna Troy (Ex-Moça-Maravilha) e volta a assumir o uniforme do Asa Noturna (aparentemente).

## Renascimento
Depois da ocorrida saga Renascimento que mostra o retorno do Wally West original, Dick já deixou de ser agente e volta a usar o uniforme do Asa Noturna, voltando as cores clássicas: Preta e Azul. E ele continua o líder dos Titãs originais: Donna Troy, Tempest, Arsenal, Lilith Clay e eventualmente o seu melhor amigo Wally. 
Dick continua a manter um bom relacionamento com seus amigos heróis, principalmente com o Batman, Damian Wayne, Estelar, Tim Drake e Jason Todd e mantém um chove não molha com Caçadora e Batgirl, esta por último com muito mais receio devido ao passado romântico dos dois. Mesmo sendo eminente o clima romântico entre Dick e Barbara, ambos preferem se manterem amigos e reprimir o máximo de desejo entre ambos.
Seus contatos Spyral tendo apagado todas as evidências globais de sua identidade dupla e a bomba removida de Damian. Ele usa suas novas habilidades e conhecimentos em espionagem para avançar. Asa Noturna é destaque em dois livros de Renascimento: o quarto volume de Asa Noturna, seu próprio livro solo e Titãs, onde Dick se junta a outros Jovens Titãs originais depois que Wally West retorna ao universo; através de Wally, Dick lembra de eventos de sua vida antes de Flashpoint e The New 52. Em seu livro solo, Dick é emparelhado com um vigilante chamado Raptor e os dois planejam derrubar o Tribunal das Corujas por dentro. Barbara critica a disposição de Dick em confiar nele e não concorda com seus métodos. Embora Raptor parecesse disposto a jogar pelas regras de Dick de não matar, ele engana Dick para concordar com um plano que resulta na morte de todo o Parlamento das Corujas em Sydney. Depois de derrubar Dick, Raptor vai para Gotham e sequestra Bruce durante uma conferência. Asa Noturna confronta-o sozinho nas ruínas de um circo em Paris. Raptor revela que ele cresceu no circo quando criança e se apaixonou pela mãe de Dick, Mary, enquanto eles roubavam os ricos e poderosos em Paris. Raptor vigiou Dick nas sombras enquanto crescia, e desenvolveu um ódio por Bruce Wayne ao representar tudo o que ele e Mary estavam contra e sentiu que estava desonrando sua memória ter Dick criado por ele. Dick derrota Raptor e resgata Bruce a tempo. 
Depois de unir forças com o pré-Flashpoint Superman para derrotar o mais recente ataque de Doctor Destiny, Dick contempla o check-out de Bludhaven baseado na referência do Superman a como o pré-Flashpoint Grayson atuou como o guardião da cidade por um tempo e finalmente decidiu ir lá. Enquanto lá ele encontra um grupo de reabilitação super-vilão chamado Run-Offs, todos os quais foram os vilões que ele e Batman derrotaram no passado. Ele descobre que a maioria deles está sendo enquadrada por crimes em torno da área e trabalha com eles para encontrar os verdadeiros culpados. Depois de resolver o caso e limpar seus nomes, Dick começa a namorar sua líder Shawn Tsang, conhecido como o ex-criminoso, o Defacer. Shawn é seqüestrado pelo Professor Pyg depois que Dick descobre que ela pode estar grávida de seu filho, e ele se une a Damian para rastrear Pyg e resgatá-la. Após resgatá-la e o Professor Pyg fugir, Dick descobre que Shawn não está grávida e os dois terminam, terminando a noite combatendo o crime com Damian, que sentia sua falta.

## Relacionamentos
Dick Grayson possui uma das mais extensas listas de interesses amorosos da DC Comics, tanto civis quanto super heroínas e até mesmo vilãs. No entanto, três delas se destacam pela relevância que tiveram na vida de Dick: Bárbara Gordon (Batgirl/Oráculo)  Estelar e Zatanna Zatara (atual).
Desde muito jovem, Dick nutria uma forte atração pela Batgirl, que até o achava "bonitinho", mas não correspondia, pois ele era muito garoto para ela. A relação deles nesse período pode ser vista nas páginas da revista Batman Family dos anos 1970, especialmente na número 13, em que Robin declara seus sentimentos para Batgirl, mas ela finge estar dormindo. Após ter sido rejeitado por Batgirl, Robin segue sua vida e eles permanecem amigos.
Anos mais tarde, Dick encontra nos Novos Titãs não só uma nova identidade, a de Asa Noturna, mas também a doce alienígena Estelar, engatando um relacionamento que durou anos e possui muitos fãs, tanto por causa dos quadrinhos de George Pérez e Marv Wolfman quanto pelo desenho Teen Titans (série animada). Dick e Estelar inicialmente se deram muito bem, pois a tamareana possuía uma personalidade carinhosa e calorosa. No entanto, com o passar do tempo as diferenças culturais foram surgindo e estremecendo a relação aos poucos, apesar de se amarem. Impulsivamente, Dick pede Estelar em casamento. A cerimônia foi interrompida por Ravena, possuída por seu pai, o demônio Trigon. Seu ataque brutal desencadeou algumas mudanças, especialmente em Estelar, que teve uma "semente" demoníaca implantada, fazendo com que ela partisse da Terra em busca de uma jornada espiritual. Os dois se separam e Estelar eventualmente retorna para seu planeta natal. Depois de um tempo, os Titãs se reúnem novamente e o casal se reencontra, mas Dick confessa não amar mais Estelar. Na edição anual nº2 de Asa Noturna, é revelado que Dick só ficou sabendo da paralisia de Bárbara nas vésperas de seu casamento com Estelar, e retorna para Gotham para encontrá-la. Em um momento bastante controverso, eles se beijam e passam a noite juntos, para no dia seguinte Dick entregar o convite de seu casamento para Barbara, que fica furiosa e o expulsa. 
Alguns anos depois, após se separar dos Titãs, Dick retorna a Gotham e passa a combater o crime sozinho como Asa Noturna, mudando-se para Blüdhaven. Nesse período, Barbara estava atuando como Oráculo, e os dois se reaproximaram, pois ela era sua principal fonte de informações. Em Aves de Rapina nº 8, Dick e Barbara vão ao circo Haly, e após ela confessar que o que mais sentia falta de seus tempos como Batgirl era a sensação de voar, Dick a leva para pular de trapézios. Um romance reacende entre os dois, que posteriormente iniciam um relacionamento sério, começando em Asa Noturna nº 38 e indo até a nº 87, quando o namoro foi terminado por Barbara, que não suportava a forma como Dick sempre a fazia se lembrar de seu passado como Batgirl, e isso a magoava, mesmo não sendo a intenção dele. Antes do evento Crise Infinita, Dick a pede em casamento, ela responde com um beijo. Dick retorna gravemente ferido da Crise, e fica aos cuidados de Barbara. Eles retomam o assunto do noivado, mas são interrompidos por Batman, que convoca Dick para uma viagem de autoconhecimento pelo mundo. Embora hesitante devido ao noivado, Dick vai com Bruce, seguindo os conselhos de Barbara, que deseja que ele se descubra como homem e tome uma decisão sincera. Dick deixa a aliança com Barbara, juntamente com uma foto dos dois e a promessa de que, não importa como, iria sempre voltar para ela. 
Nos Novos 52 , Dick e Barbara permanecem bons amigos, mas é notável que ainda possuem sentimentos um pelo outro. Inclusive com a confirmação de que “a única mulher que Dick Grayson realmente amou” foi Bárbara, eles preferem reprimir seus sentimentos e manter a amizade, com medo de repetir todos os seus erros anteriores dentro do relacionamento.  
É válido ressaltar que Dick Grayson já se envolveu com a Caçadora (Helena Bertinelli), Donna Troy, Tarântula, Supergirl, Betty Kane, Arlequina, Zatanna, Foguete e já beijou Mulher-Gato e Ravena. É dado a entender que ele fez sexo com Arlequina no filme Batman e Arlequina. Houve também suas namoradas da faculdade, Bridget Clancy, Deborah Poulos, Emily Washburn (Nightwing Annual nº1), Liu, Cheyenne Freemont, Raya Vestri (amiga de infância), Danielle e Sonia Branch em Os Novos 52, e Shawn Tsang no Renascimento.
Na linha do tempo do Reino do Amanhã, Dick e Kori se casaram e tiveram uma filha que herdou os poderes da mãe: Mar'i Grayson, melhor conhecida como a heroína Nightstar. No entanto, o casal não permaneceu junto.
Na Terra 2 do universo pós-Novos 52, Dick e Barbara Gordon se casaram e tiveram um filho chamado John. Como pode ser visto em Convergência, Dick ficou viúvo e perdeu o filho.

## Inimigos
Além de todos os inimigos em comum da família Batman e dos Jovens Titãs, como Joker (DC Comics) e Trigon (DC Comics). Os considerados maiores inimigos do Asa Noturna é o Exterminador (DC Comics), também conhecido como Slade Wilson e seu segundo arque inimigo Katarou

## Habilidades
- Detetive: Dick tem a mesma habilidade de detetive que Bruce desenvolvera. Ele foi treinado pelo Cavaleiro das Trevas em criminologia entre outras coisas.
- Acrobata: Dick é um excelente acrobata, provando estar no auge humano de agilidade e acrobacia. Isso faz dele um dos melhores combatentes do Universo DC.
- Artes marciais: entre as artes marcias que Dick aprendeu estão entre elas Boxe, Capoeira, Taekwondo Hapkido, Judo, Ninjitsu, Savate, Taijiquan e Wing Chun. Porém, as que mais domina são o Aikido e a Eskrima.
- Poliglota: Dick é fluente em francês, chinês, espanhol, russo, japonês, alemão, mandarim, cantonês, tamariano, persa e suaíli, além do inglês.
- Líder: Dick é um brilhante e experiente estrategista, o que já o fez líder dos Titãs, os Renegados e até mesmo da Liga da Justiça .
- Nível de força: A força física de Asa Noturna é consideravelmente mais elevada do que a de um adulto normal, devido ao condicionamento que recebeu de Batman. Com apenas treze anos, ele foi capaz de fazer uma depressão em uma parede, sem lesão aparente.
- Condicionamento: Depois de submetido a um regime de treinamento, evidentemente, rigoroso e intensivo sob Batman, Asa Noturna tinha exercido uma forma física para perfeição para alguém de sua idade para efeitos de combate à criminalidade.
- Velocidade: Asa Noturna é mostrado para ser capaz de correr a uma velocidade acima da média para um ser humano de sua idade.
- Arte do escape: Asa Noturna é capaz de escapar de várias armadilhas e lugares fechados em tempos impressionantes, escapando uma vez de um labirinto antes que Wally West o pudesse.
- Pontaria: Asa Noturna é um atirador incrível, comparável a Artemis e Arqueiro Vermelho. Usando seus batarangs é raramente visto errando o alvo.
- Mestre hacker e técnico de informática: Asa Noturna tem mostrado que ele é mais do que capaz de facilmente ter acesso a praticamente qualquer computador ou programa que ele quer em questão de segundos. Mesmo com treze anos, ele foi capaz facilmente de interceptar ambos os arquivos da Liga da Justiça e Cadmus com pouco ou nenhum esforço de sua parte.
- Matemática: Dick é um homenageado como um matemático, indicando que sua habilidade em matemática é avançada para sua idade.
- Resistência psíquica: Dick foi treinado por Batman para ser imune a ataques telepáticos.

## Equipamento
- Uniforme de Asa Noturna: o uniforme de Asa Noturna já teve três versões. O primeiro e original era azul com luvas e botas azul claro. O segundo mais avançado, era um azul escuro com luvas e botas douradas. Cada uniforme tinha resistência contra fogo, eletricidade e era feito de Kevlar. O terceiro e último uniforme, era preto com uma asa estilizada que ia dos ombros até os braços de Dick.
- Uniforme de Batman: Como novo Batman, Dick fez uma armadura mais leve para poder usar no combate ao crime.

## Em outras mídias

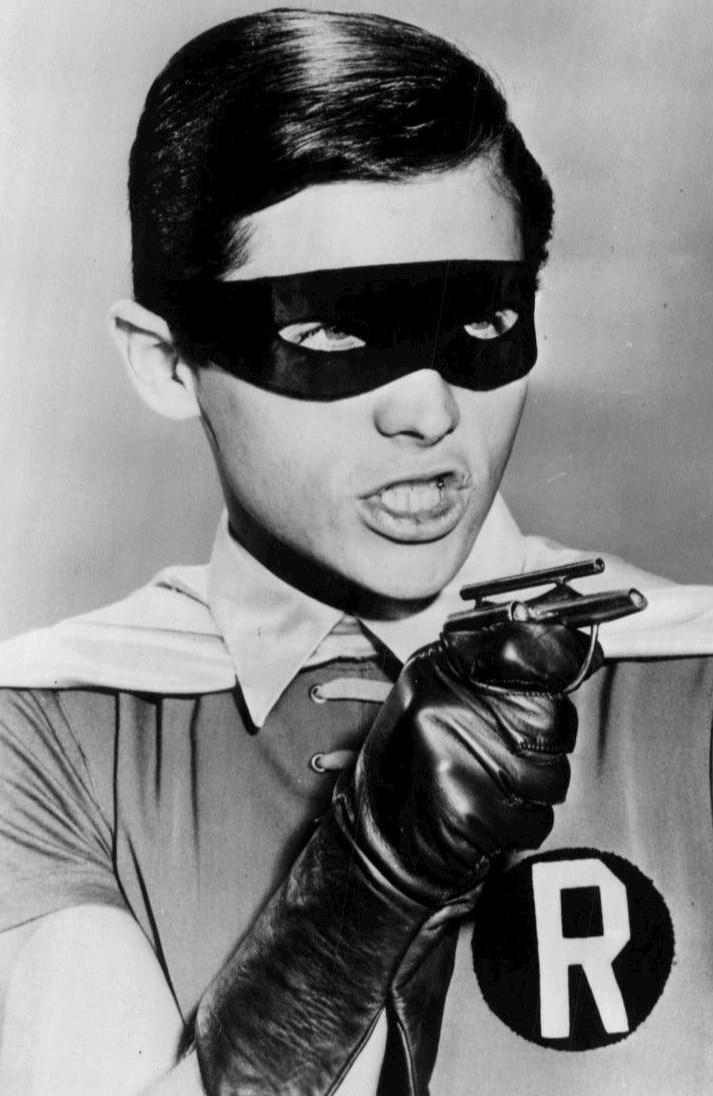
Burt Ward como Dick Grayson/Robin na série Batman

- Dick Grayson apareceu na série dos anos 60 Batman interpretado por Burt Ward, mais tarde o ator dubla seu personagem em um remake animado A Volta do Cruzado Encapuzado e Batman vs. Duas Caras. Neste último filme marcou a última participação de Adam West, que depois foi dado como morto, sua participação foi em 2017.

### Cinema
- Chris O'Donnell interpretou o personagem em Batman Forever (1995) e Batman & Robin (1997). Em Batman Forever, o personagem usa uma armadura semelhante ao uniforme de Tim Drake. Na trama, seus pais e seu irmão mais velho, são mortos por Harvey Dent (interpretado por Tommy Lee Jones). Depois de descobrir que Bruce Wayne (Val Kilmer) é o Batman, Dick insiste em se tornar seu parceiro para vingar a morte de sua família. Em Batman & Robin, Dick usa uma armadura preta com asas vermelhas, semelhante ao uniforme de Asa Noturna.
- Em O Cavaleiro das Trevas Ressurge (2012), surge o personagem chamado John Blake interpretado por Joseph Gordon-Levitt. No filme, Blake perdeu a mãe quando era um bebê e perde pai quando ele é morto por um agiota, na sua frente. Após isso ele é mandado para um orfanato e lá conhece Bruce Wayne (Christian Bale), que tinha ido visitar o orfanato. Naquele momento, Blake vê uma semelhança entre ele e Bruce. Anos depois, com Batman tendo desaparecido por supostamente ter assassinado Harvey Dent, Blake, agora um policial descobre através de dedução e pela semelhança que ele via que ele tinha com Bruce que ele era o Batman. Quando Bruce ficou preso e se recuperava de sua batalha com Bane (Tom Hardy), Blake e o Gordon (Gary Oldman) ficaram ajudando os policiais que não haviam sido mortos pelo exército de Bane. Quando Batman ressurge e salva Gotham, se sacrificando, Blake é um dos nomes no testamento de Bruce. Ao pegar o que Bruce deixou para ele, a recepcionista revela seu primeiro dizendo: "Gosto mais do seu primeiro nome, Robin". O que Blake tinha recebido eram coordenadas, que o levaram ao que ele tinha herdado de Bruce: a Bat-Caverna. Assim ele se torna o sucessor de Bruce como o novo protetor de Gotham.

### Animação
- Dick Grayson apareceu na série de TV Super Amigos como Robin nos anos 70;
- Apareceu em um dos episódios de Scooby Doo ainda nos anos 70 aproveitando a parceria com a Hannah-Barbera;
- Em Batman: A Série Animada da década de 1990, Dick aparece como Robin primeiro, tendo 16 anos de idade. Seu uniforme é mais similar ao de Tim Drake (que aparece no desenho nos episódios seguintes) e sua origem foi a mesma que dos quadrinhos. Mostra um pouco do passado quando ele se torna Robin para depois pegar o responsável por causar a morte de seus pais Tony Zucco, enquanto na versão do filme Batman Forever Harvey Dent. Em Batman Gotham Knight é mostrado que ele e Barbara Gordon estudam na mesma universidade e tem uma atração romântica um pelo outro. Mas nenhum dos dois sabe de suas identidades secretas. Dick desiste de ser Robin e deixa Gotham, depois de confrontar Batman quando descobre que ele sabia da identidade de Barbara. Ele retorna anos mais tarde como Asa Noturna, e embora ele e Batman continuaram a trabalhar em equipe, os dois nunca se reconciliaram. No entanto ele possui grande amizade com Tim, e também com Barbara que quis voltar a namorá-lo.
- Em O Batman série de 2004, Dick aparece como Robin a partir da 4ª temporada na versão infantil e Barbara que aparenta ser mais velha que o Dick, ao invés de ter a mesma idade, aparenta saber do segredo de Dick e Bruce sutilmente se revela e também sabia da identidade de Batgirl. Ainda numa versão futurista, Barbara aparece como Oracle e Dick, como Asa Noturna.
- Em Batman: Os Bravos e os Destemidos série de 2008, Dick ressurge como Robin, só que seu uniforme é baseado no que ele usa na Terra 2, embora tenha flashbacks dele com o uniforme original quando era criança. Após ter concluído uma missão ao lado dos seus amigos Speedy e Aqualad, Dick passa a usar o nome Asa Noturna, usando uma roupa que ele usa nos anos 80. Em um episódio que se passa no futuro, Dick assume a identidade de Batman e Damian (que é filho do Bruce com a Selina ao invés de Talia), se torna o novo Robin.
- E na série animada de 2010 Justiça Jovem/Young Justice, Dick como Robin, na versão infantil se junta a Aqualad, Miss Marte, Kid Flash, Superboy, Artemis, Speedy e mais tarde Arqueiro Vermelho, clone do Speedy e Zatana. Quando Dick estava em missão, Wally West, o Kid Flash, ainda aparentava saber do triste passado de Dick. Na segunda temporada chamada "Young Justice: Invasion", Dick retorna (5 mais velho) como Asa Noturna e é o atual líder da Equipe e também mentor do Robin, Tim Drake. Possível volta de Justiça Jovem em 2018 ou 2019.
- Em Batman Unlimited, Dick faz uma aparição como Asa Noturna em duas temporadas com Tim Drake como Robin vermelho, traje que depois foi usado por Jason Todd e na outra temporada com Damian Wane, filho de Bruce com a Talia.
- Em Jovens Titãs em Ação Dick faz ponta como Asa Noturna. Ele também faz uma aparição como Robin na versão dos anos 70.
- Em DC Super Hero Girl Dick faz aparição como líder dos titãs, mas com traços de um Nerd.
- Em Batman Beyond, Terry McGinnis pega um Smoking para ir na festa de um colega dele com as iniciais DG, fazendo referência ao Dick Grayson, o primeiro Robin. Seu nome também é mencionado no movie Return of the Joker.
- Dick aparece no longa "Batman abaixo de zero" como Robin.
- Dick aparece no longa "Liga da Justiça: A Nova Fronteira" como Robin.
- Dick aparece no longa "Batman contra o Capuz Vermelho" como Asa Noturna.
- Dick aparece no longa "O Filho do Batman" como Asa Noturna.
- Dick aparece no longa "Batman vs. Robin" como Asa Noturna.
- Dick aparece no longa "Batman: Sangue Ruim" como Asa Noturna e temporariamente ele usa o manto do Batman até o original voltar.
- Dick aparece no longa "Jovens Titãs VS Liga da Justiça" como Asa Noturna.
- Dick aparece no longa "Jovens Titãs O Contrato de Judas" como Robin e Asa Noturna. Dick usa um uniforme vermelho dos Novos 52 com traços do filme Batman & Robin filme de 1997.
- Dick aparece no longa "Batman e Arlequina" como Asa Noturna.
- Dick aparece como Asa Noturna no longa Batman Ninja.

### Lego Batman
Dick faz uma aparição na versão Lego envolvendo os membros da Liga da Justiça como Robin e Asa Noturna.

### Asa Noturna série de 2014
Depois de seu desentendimento com Batman após uma briga por esconder do paradeiro da morte de Barbara, Dick foi para a cidade de Blüdhaven em que tem de lidar com Exterminador sob a identidade de Asa Noturna. Nessa temporada marca a volta do Capuz Vermelho (Jason Todd).

### Teen Titan Live Action
Richard Dick Grayson já adulto, trabalha como investigador criminal, mas também carrega a alcunha como Robin e também líder dos titãs formado por Estelar, Mutano e Ravena.

### Batman Gotham Knight
Num jogo jogável, no selecionável, após a morte de Batman, a família da caverna, Robin, Asa Noturna, Capuz Vermelho e Bat-Girl, tem de lidar com os criminosos e Asa Noturna (Dick Grayson) é agora líder.